# حامد بحيرايي
حمید بحيرايي (2 جوئن ۱۹۹۲ بنهاوند في إيران - ) هو لاعب كرة قدم إيراني في مركز الوسط.

## روابط خارجية
- حامد بحيرايي على موقع قاعدة بيانات كرة القدم.إي يو (الإنجليزية)
- حامد بحيرايي على موقع Soccerway.com (الإنجليزية)